# 蝶花楼馬楽 (7代目)
七代目 蝶花楼 馬楽（ちょうかろう ばらく、1947年11月15日 - 2019年3月13日）は、落語家。広島県三原市出身。本名∶奥島 吉隆。落語協会所属。出囃子∶『竹に雀』。

## 経歴
広島県立本郷工業高等学校（現・広島県立総合技術高等学校）卒業。
1969年2月に六代目蝶花楼馬楽に入門、前座名は楽がん。1975年5月に二ツ目に昇進し、師匠馬楽の兄弟子二代目柳家小満んの前名「蝶花楼花蝶」に改名。
1983年9月に柳家小里ん、林家源平、林家正雀と共に真打に昇進。1987年6月3日に師匠馬楽が死去。1989年、国立演芸場若手花形演芸大賞受賞。1991年9月、七代目蝶花楼馬楽襲名。
2019年3月13日、東京都内の自宅で死去。

## 芸歴
- 1969年2月 - 六代目蝶花楼馬楽に入門、前座名「楽がん」。
- 1975年5月 - 二ツ目昇進、「花蝶」と改名。
- 1983年9月 - 真打昇進。
- 1991年9月 - 「七代目蝶花楼馬楽」を襲名。

## 人物
落語以外にも寄席踊りを得意とする。
初代国立演芸場の鹿芝居に出演していた。

## 弟子
- 蝶花楼未楽 - 三代目桂伸治門下に移籍

## 死後
2022年3月、師匠六代目蝶花楼馬楽と同じ林家彦六一門の春風亭柳朝の孫弟子である春風亭ぴっかり☆が真打昇進に併せて蝶花楼桃花と改名し、馬楽死後三年間途絶えた『蝶花楼』の亭号が復活した。